# 普芬

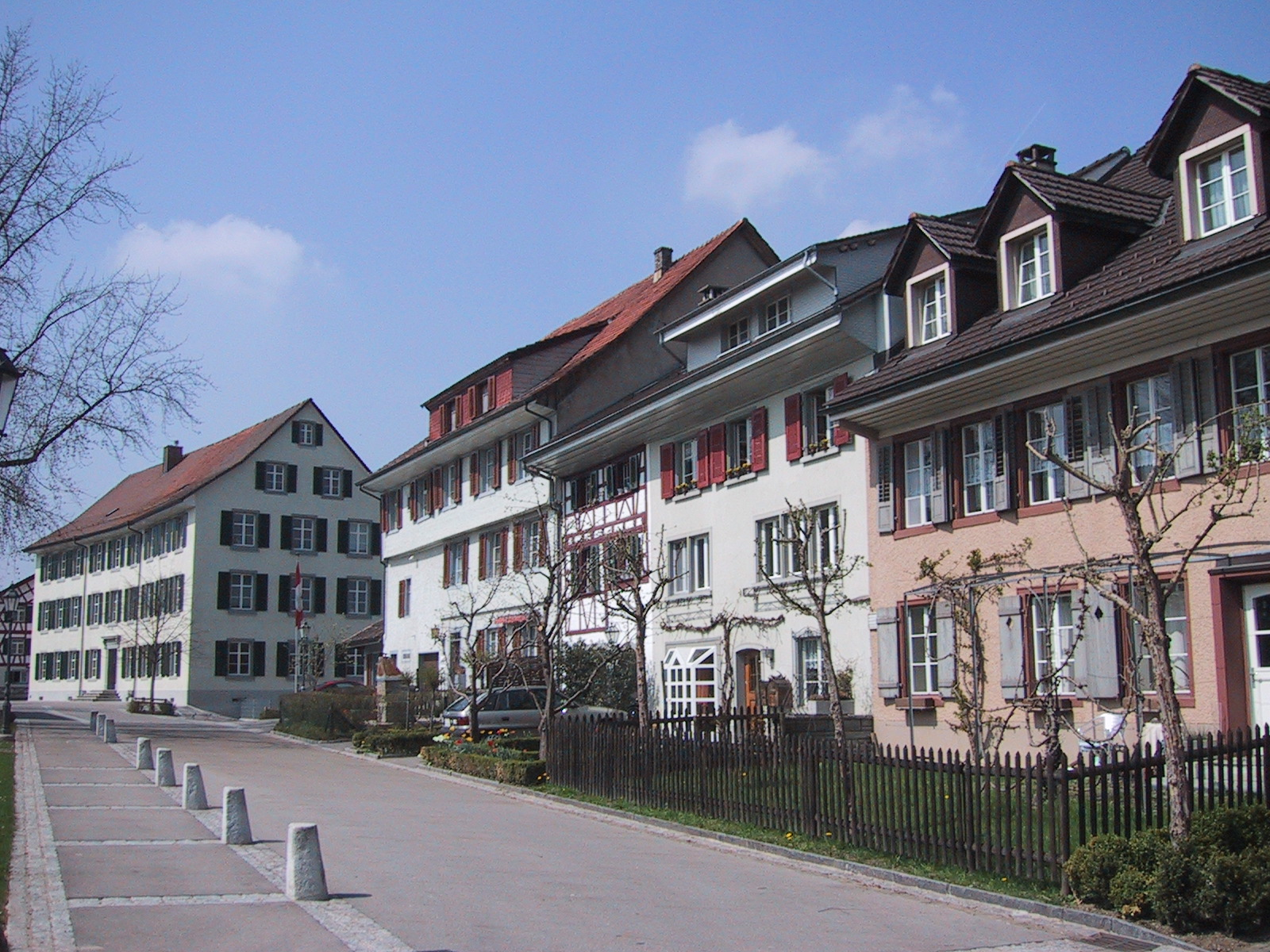

普芬是瑞士的城鎮，位於該國東北部，由圖爾高州負責管轄，面積13.18平方公里，海拔高度411米，2012年人口1,948，四成半人口信奉基督教，人口密度每平方公里148人。